# 澁木克栄
澁木　克栄（しぶき かつえい、1953年4月10日 - ）は、日本の医学者・神経科学者・臨床脳生理学者。新潟大学脳研究所名誉教授。医学博士（東京大学）。

## 人物
新潟県燕市（旧西蒲原郡吉田町）出身。新潟県立三条高等学校、東京大学医学部卒業。1993年2月、新潟大学脳研究所教授に就任。内因性蛍光による脳機能のイメージングに関する研究に取り組んだ。新潟日報賞（学術部門）受賞。2019年4月より柏崎総合医療センター勤務。2021年4月より精神科専攻医（新潟大学精神科専門研修プログラム）。

## 略歴
- 新潟県立三条高等学校卒業。
- 東京大学医学部医学科卒業。
- 自治医科大学助手。
- 自治医科大学講師。
- 新潟大学脳研究所教授。
- 柏崎総合医療センター検査部長。
- 1983年東京大学 医学博士　論文は　「Supraoptic neurosecretory cell : synaptic inputs from the nucleus accumbens in the rat(視索上核神経内分泌細胞 : ラット側坐核由来のシナプス入力)」[1]。

## 主要な論文
- 「Endogenous nitric oxide release required for long-term synaptic depression in the cerebellum（小脳長期抑圧に必要な内因性一酸化窒素放出）」(Shibuki and Okada, 1991年, DOI: 10.1038/349326a0)
- 「Dynamic imaging of somatosensory cortical activity in the rat visualized by flavoprotein autofluorescence（フラビン蛋白自家蛍光によるラット体性感覚野の活動イメージング）」(Shibuki et al., 2003年, DOI: 10.1113/jphysiol.2003.040709)
- 「Rapid recovery from cortical blindness caused by an old cerebral infarction（陳旧性脳梗塞に由来する皮質盲の急速回復例）」(Shibuki et al., 2020年, DOI: 10.3389/fneur.2020.00069)
- 「Visual field test with gaze check tasks: application in a homonymous hemianopic patient unaware of the visual defects（視線チェック課題付きの視野機能検査の開発：視野欠損を自覚しない同名半盲症例への適用）」(Shibuki et al., 2021年, DOI: 10.3389/fneur.2021.682761)